# Oskar Merkel

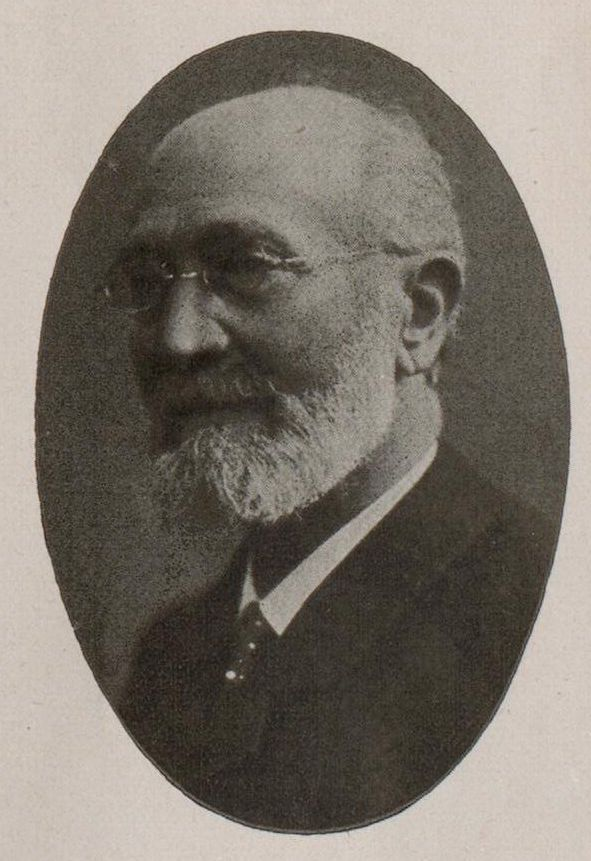
Oskar Merkel

Oskar Merkel (* 9. Oktober 1836 in Esslingen; † 28. Mai 1912) war ein deutscher Industrieller der Textilbranche.
Die Villa Merkel und das Merkel’sche Schwimmbad in der baden-württembergischen Stadt Esslingen gehen auf ihn zurück.

## Leben

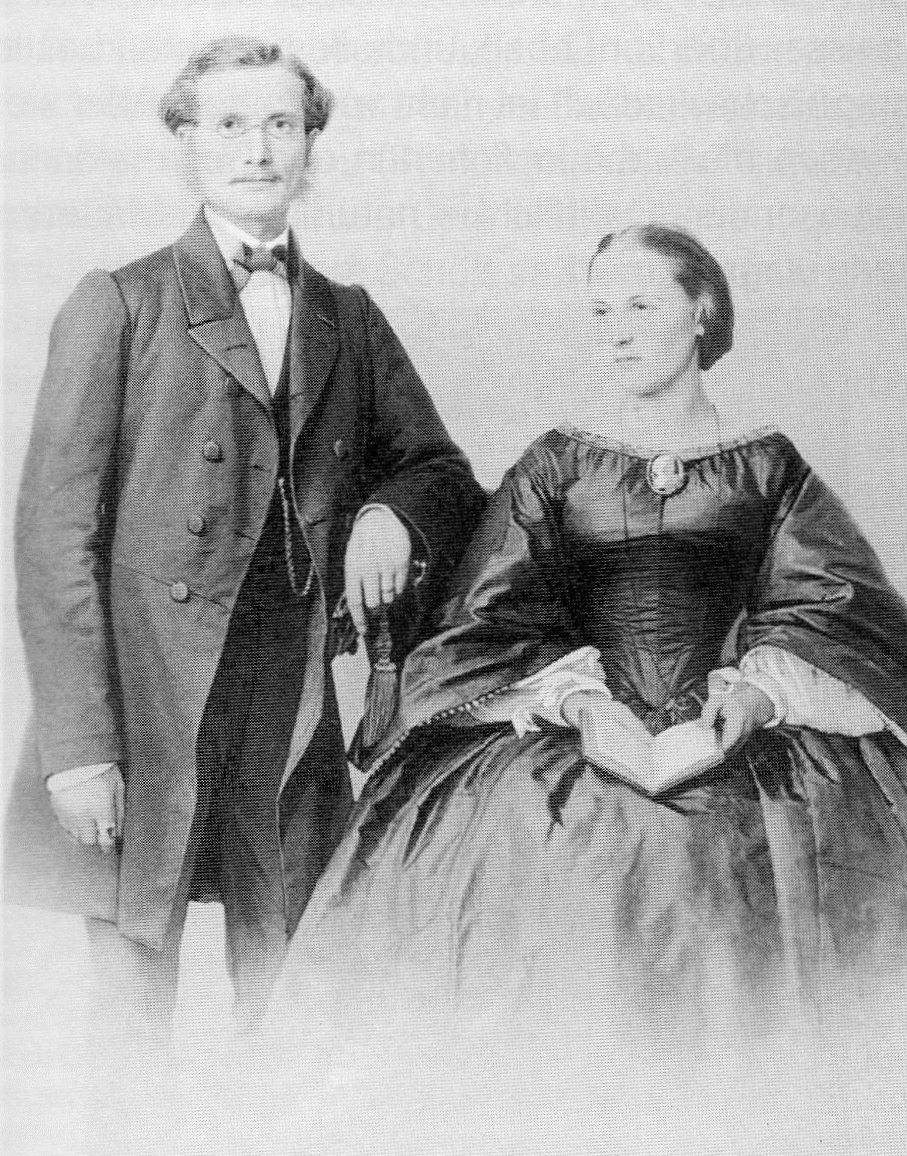
Oskar und Julie Merkel um 1865

Oskar Merkel war der älteste Sohn des Ehepaares Johannes und Louise Merkel, geb. Schott. Er erhielt eine humanistische Schulbildung und hielt sich in der französischen Schweiz und in England auf, ehe er im väterlichen Geschäft, der 1830 gegründeten Textilmanufaktur Merkel & Wolf, zu arbeiten begann. 1863 erhielt er Prokura und wurde 1869 Mitinhaber des Geschäfts und Nachfolger seines Vaters.
Oskar Merkel wurde außerdem Mitglied im Bürgerausschuss, in der Volkspartei, im Esslinger Liederkranz, zu dessen Vorstand er auch gehörte, Präsident des Schwäbischen Sängerbunds, Geheimer Kommerzienrat und Ehrenbürger der Stadt Esslingen. 1907 wurde das von ihm gestiftete Merkel’sche Schwimmbad eingeweiht. Es war in den Jahren 1905 bis 1907 nach Entwürfen von Hans Meyer aus Gießen errichtet worden. Auch den nach einer seiner Töchter benannten Alicensteg über den Neckar ließ Oskar Merkel bauen. Dieser eiserne Fußgängersteg wurde in der Maschinenfabrik Esslingen entworfen und ausgeführt und 1891 der Stadt als Geschenk übergeben.

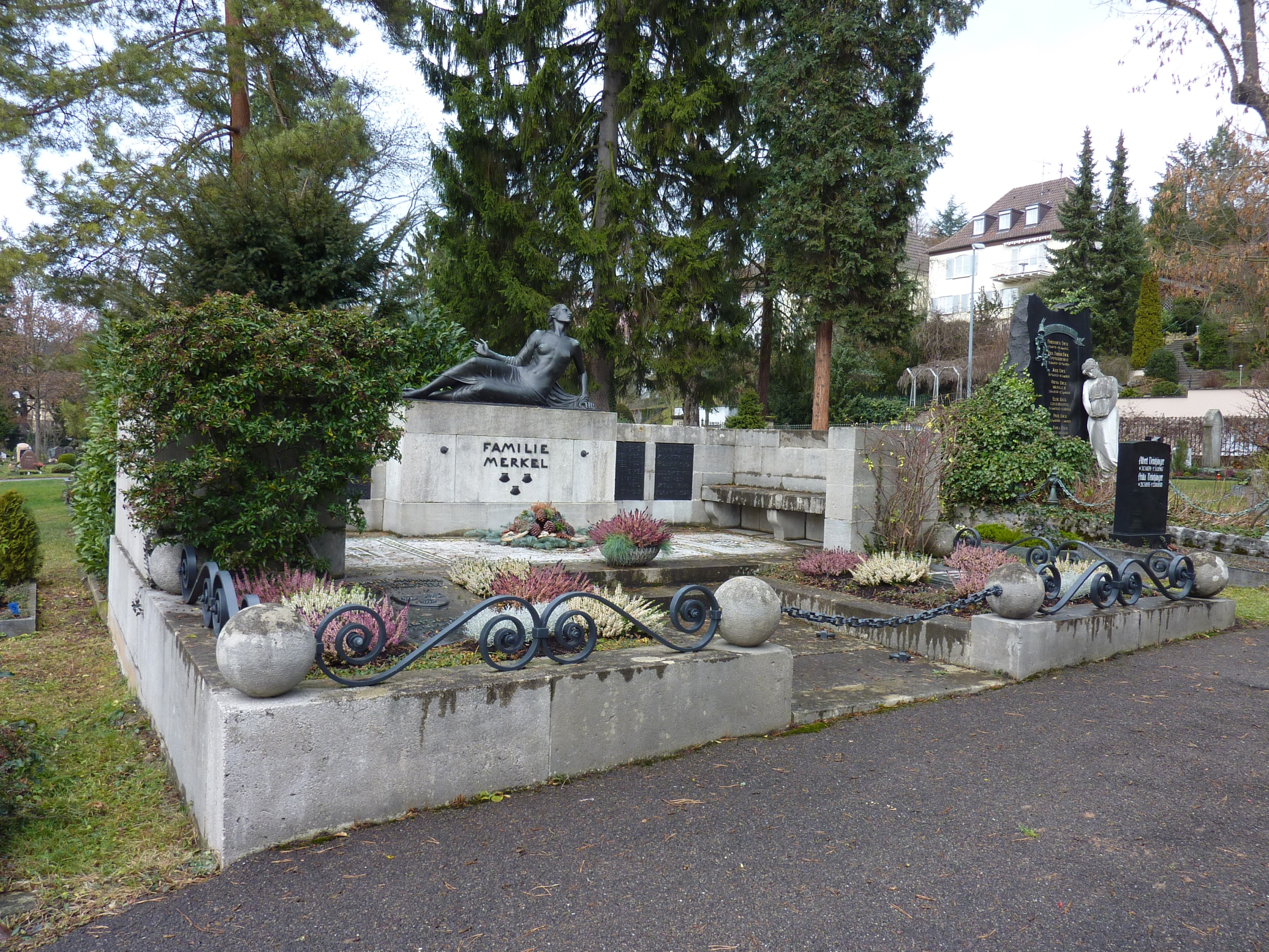
Grabstätte der Familie Merkel, daneben die der Familie Dick

Am 4. September 1860 heiratete Oskar Merkel Julie Weiß, die Tochter von Carl Jakob Christian Weiß und Luise Henriette Weiß, geb. Cheneaux. Die Verbindung zwischen diesen beiden Familien wurde in dieser Generation noch durch eine weitere Eheschließung gestärkt; 1865 heirateten Julie Weiß’ älterer Bruder August und Julie Merkel, eine Schwester Oskar Merkels. Das Ehepaar Merkel lebte zunächst in Oskar Merkels Elternhaus in der Fabrikstraße 22 in Esslingen. 1862 wurde der Sohn Eugen geboren, 1865 und 1867 folgten die Töchter Alice und Lina. 1875 zog man in die von Otto Tafel erbaute Villa Merkel in der Fabrikstraße 24. Julie Merkel überlebte ihren Gatten um 16 Jahre. Das Grab der Familie Merkel befindet sich auf dem Ebershaldenfriedhof.